# Faro di Dương Đông
Il faro di Dương Đông è un faro vietnamita situato presso la cittadina di Dương Đông sull'isola di Phú Quốc nel golfo del Siam.

## Storia
Il faro è stato eretto nel 1993 per aiutare le imbarcazioni indicando loro la costa orientale dell'isola di Phú Quốc, ma la sua stazione meteorologica risale al 1930. In passato esisteva un fanale posizionato un po' più al largo del faro attuale, ma è stato rimosso.

## Struttura
Il faro, che sorge su di un affioramento roccioso nei pressi di un tempio, si presenta come una torre conica a fasce bianche e azzurre, mentre la lanterna e il tetto sono di colore bianco. L'emissione luminosa avviene da un'altezza focale di 15 metri con 3 segnali luminosi bianchi ogni 10 secondi.